# 잔즈 반란
잔즈 반란(아랍어: ثورة الزنج, Thawrat al-Zanj / Zinj)는 869년부터 883년까지 아바스 왕조에 대항하여 일어난 대규모 노예 반란이다. 알리 이븐 무함마드라는 한 인물에 의해 시작된 이 반란은, 비록 진압되기는 하였으나 한때 바스라와 와시트 등 메소포타미아 남부 일대를 장악하면서 수도 바그다드를 위협하였고, 아바스 왕조의 쇠퇴와 이슬람 세계의 분열을 가속화시켰다.
알 타바리 및 알 마수디와 같은 몇몇 이슬람 역사학자들은, 잔즈 반란을 아바스 바그다드 중앙 정부를 괴롭혔던 많은 소요 사태 중에서도 "가장 악랄하고 잔인한 폭동"으로 언급한다. 실제로, 반란군은 진압되기 전까지 약 수만 명의 목숨을 앗아갔다. 현대 학자들은 이것을 "서아시아 역사가 기록한 가장 피비린내가 나는 가장 파괴적인 반란 중 하나"라고 특징지으면서, 동시에 "초기 이슬람의 역사 저술 전체에서 가장 완전하고 광범위하게 묘사된 반란"이라고도 평했다. 반란군의 인종적 구성 및 그들의 정체성과 아랍인-노예 구성 비율은 오늘날 논쟁거리로 남아있다.